# Chruschtschowka

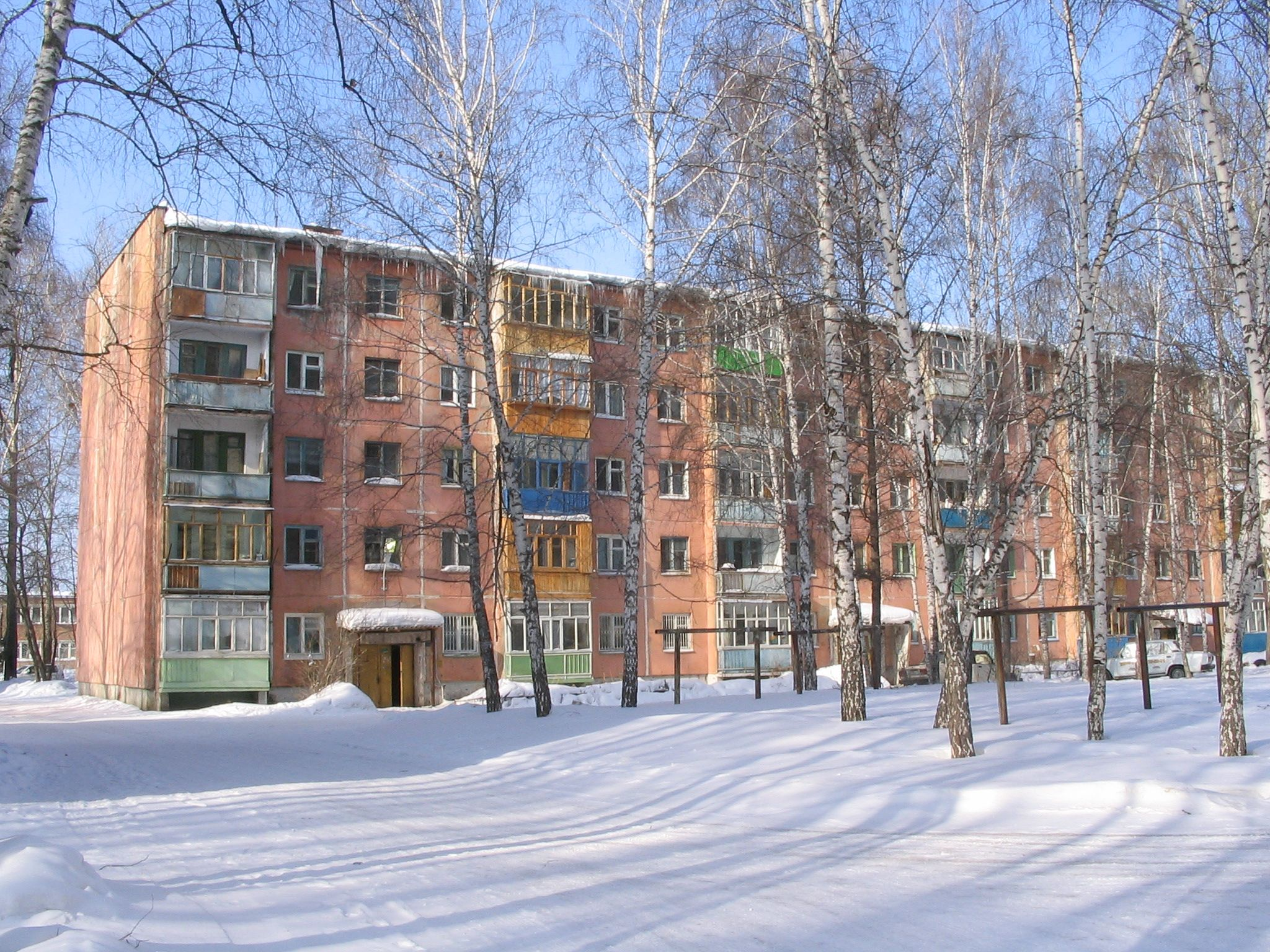
Eine Chruschtschowka in Tomsk

Chruschtschowka (russisch хрущёвка) ist eine in Russland und anderen Nachfolgestaaten der Sowjetunion geläufige umgangssprachliche Bezeichnung für einen meist in den 1960er oder 1970er Jahren errichteten fünfstöckigen Plattenbau. Einst wurden solche Mietshäuser auf Gutheißen Nikita Chruschtschows (daher auch der Name) für das einfache Volk in Städten und Siedlungen städtischen Typs massenweise errichtet, um Wohnungsknappheit möglichst kostensparend und schnell zu beseitigen. Aufgrund ihrer billigen Bauweise und des damit verbundenen geringen Wohnkomforts werden die Häuser oft auch als Chruschtschoba (russ. хрущоба, ein Wortspiel bzw. Kofferwort aus Хрущёв (Chruschtschow) und трущоба (truschtschoba = Slum)) bezeichnet.

## Besonderheiten

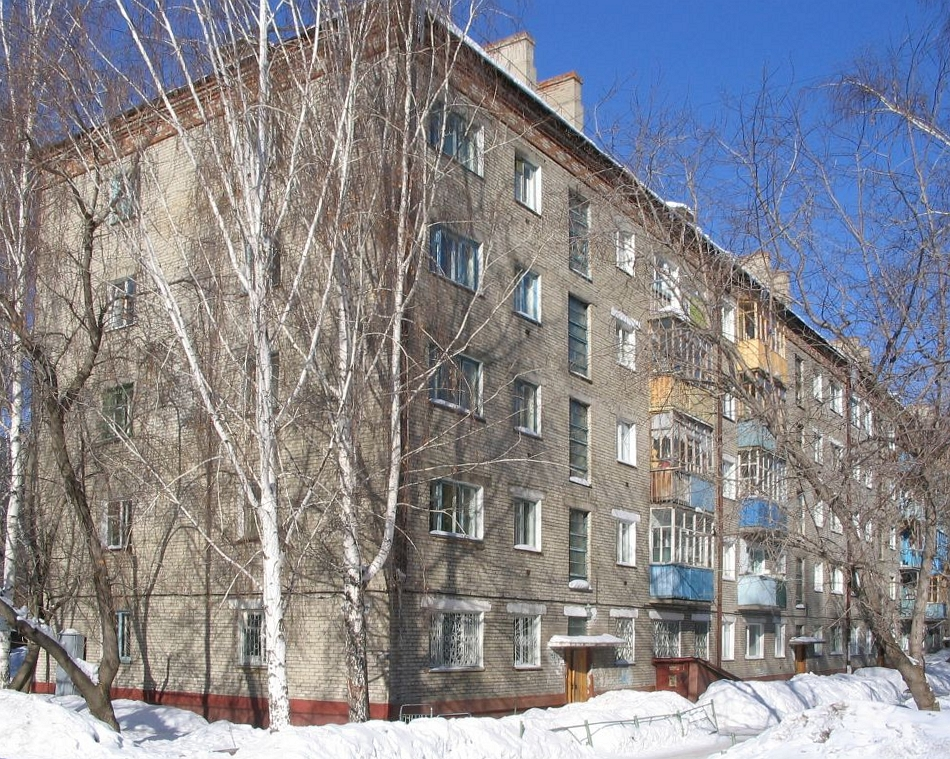
Eine Ziegel-Chruschtschowka in Tomsk

Unter einer Chruschtschowka versteht man nicht jeden beliebigen Plattenbau, sondern einen für seine Zeit typischen Plattenbautyp, der aufgrund seiner relativ billigen Bauweise eine Reihe besonderer Merkmale hat, von denen sich die meisten nachteilig auf die Wohnqualität auswirken. Diese Merkmale sind vor allem die folgenden:
- Das Baumaterial einer Chruschtschowka sind meist Betonfertigteilplatten („Platten“bau im engeren Sinne), manchmal aber auch Ziegel, – in letzterem Fall sind der Wohnkomfort und die Nutzungsdauer des Gebäudes geringfügig höher als dies bei Betonbauten im Allgemeinen der Fall ist;
- Die Häuser haben fünf (seltener: drei oder vier) Stockwerke einschließlich des Erdgeschosses und keinen Dachboden;
- Die Häuser verfügen über keinen Aufzug;
- Die Deckenhöhe in den Wohnungen beträgt nur 2,5 Meter (im Vergleich zu den für Bauten des sozialistischen Klassizismus üblichen drei bis vier Metern);
- Sehr geringe Wärme- und Schalldämmung der Außen- und Innenwände.

## Entstehungsgeschichte

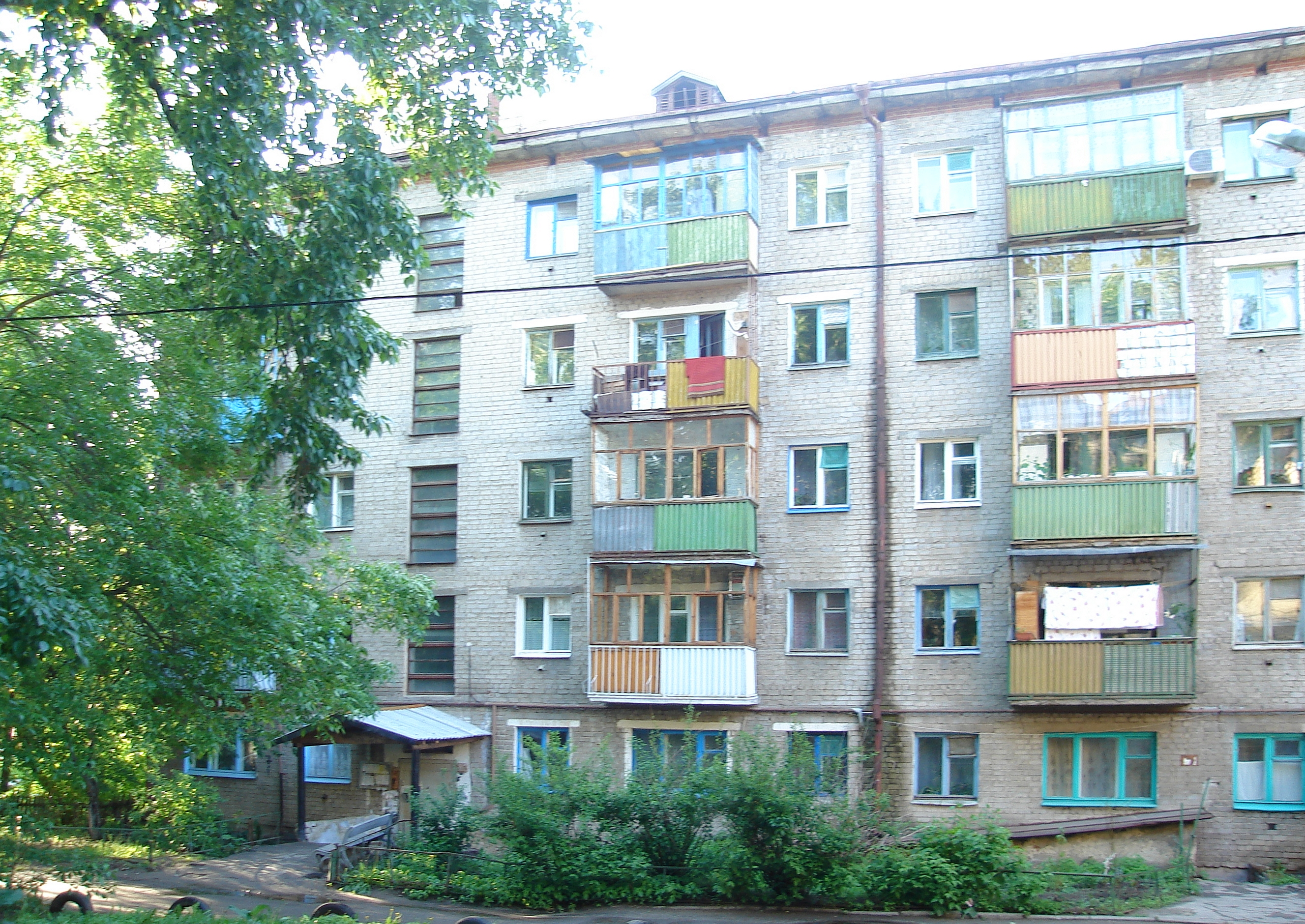
Eine Ziegel-Chruschtschowka in Kasan

Die erzwungene Kollektivierung und Industrialisierung der Sowjetunion in den 1930er Jahren und die resultierende massenweise Landflucht, aber auch die Zerstörungen während des Zweiten Weltkriegs führten in allen sowjetischen Städten zu einer verheerenden Wohnungsnot, an der besonders größere Familien zu leiden hatten. Aufgrund der Wohnungsknappheit mussten sich einfache Bürger jeweils mit einem Zimmer in den sogenannten Kommunalkas zufriedengeben, also einer Art „Zwangsgemeinschaftswohnungen“, in denen in der Regel eine Küche, ein Badezimmer und eine Toilette zur Benutzung durch mehrere Familien vorgesehen waren. Dem riesigen und stetig wachsenden Bedarf an Wohnfläche konnte mit der bisher praktizierten, massiven Bauweise nicht nachgekommen werden.
Mit der aus dieser großen Not heraus erfolgten Erfindung „der“ Billig-Mietskaserne für den kleinen Mann schlug nun Mitte der 1950er Jahre die Geburtsstunde des Plattenbaus. Der Entwurf des schlichten Einheitsbaus geht auf den Ingenieur und Schtschussew-Schüler Witali Lagutenko zurück. 1955 gab der Ministerrat der UdSSR mit seinem Dekret „über die Entwicklung des Wohnungsbaus in der UdSSR“ grünes Licht für den Plattenbau in der Sowjetunion. Die ersten Chruschtschowkas entstanden 1958 im Moskauer Neubauviertel Tscherjomuschki, wo an der Stelle eines ehemaligen Dorfes versuchsweise ein ganzes Wohnviertel mit den neuartigen fünfstöckigen Neubauten bebaut wurde. Wenige Jahre später begann man mit der Errichtung ähnlicher Wohnviertel in allen anderen Regionen des Landes.
Anfangs galt der neue Wohnraum noch als begehrt, da eine eigene Wohnung – egal welcher Qualität – für einen einfachen Sowjetbürger jener Zeit noch eine Rarität darstellte. Ihre abwertende Bezeichnung erhielten die Chruschtschowkas erst Jahrzehnte später, als die Qualität des Plattenbaus allgemein erheblich gestiegen und der Wohnraum nicht mehr ganz so knapp war. Vereinzelt wurden Chruschtschowkas jedoch noch bis in die 1980er Jahre hinein gebaut.

## Gegenwart
Auf dem Gebiet des heutigen Russland wurden während der Sowjetzeit insgesamt 290 Millionen m² Wohnfläche in Form von Chruschtschowkas errichtet. Ein erheblicher Teil davon wird bis heute genutzt und macht etwa 10 Prozent der gesamten Wohnfläche des Landes aus. Problematisch ist hierbei, dass viele Chruschtschowkas zur Zeit ihrer Entstehung als eine Art Übergangslösung gedacht waren, so dass ihre voraussichtliche Nutzungsdauer jeweils nur etwa 20 Jahre betragen sollte. Demnach haben viele der heute noch genutzten Chruschtschowkas ihre Lebensdauer deutlich überschritten und stellen eine Gefahr für ihre Bewohner dar, ganz abgesehen von ihrer niedrigen und längst nicht mehr zeitgemäßen Wohnqualität und meist auch dem gut sichtbaren äußeren Verfall.
In Moskau und einigen anderen Städten bemüht man sich in den letzten Jahren verstärkt darum, die ältesten Chruschtschowkas abzureißen und ihre Einwohner in neu errichtete Ersatzwohnungen umzusetzen. Ärmere Städte können sich das jedoch finanziell kaum leisten, so dass die Chruschtschowkas dort bis auf weiteres zum Stadtbild gehören werden.